# Aphytis cornuaspis
Aphytis cornuaspis är en stekelart som beskrevs av Huang 1994. Aphytis cornuaspis ingår i släktet Aphytis och familjen växtlussteklar. Inga underarter finns listade i Catalogue of Life.